# Elsa (nome)
Elsa  è un nome proprio di persona italiano femminile.

## Varianti
- Femminili
  - Ipocoristici: Elsina
- Maschili: Elso
  - Ipocoristici: Elsino

### Varianti in altre lingue
- Danese: Else[1]
- Finlandese: Elsa[1]
- Francese: Elsa, Else, Elsie
- Inglese: Elsa[1], Elsie[1]
- Norvegese: Else[1]
- Olandese: Els[1], Else[1], Elsje[1]
- Russo: Эльза (Ėl'za)
- Spagnolo: Elsa
- Svedese: Elsa[1]
- Tedesco: Elsa[1], Else[1]

## Origine e diffusione
Si tratta di un ipocoristico di Elisabetta o di Elisa. 
Coincide con il termine italiano "elsa", che indica l'impugnatura di una spada, a cui però non è collegato.

## Onomastico
L'onomastico si può festeggiare lo stesso giorno di Elisabetta, oppure il 6 giugno in onore della beata Suor Maria Laura Mainetti, all'anagrafe Teresina Elsa.

## Persone

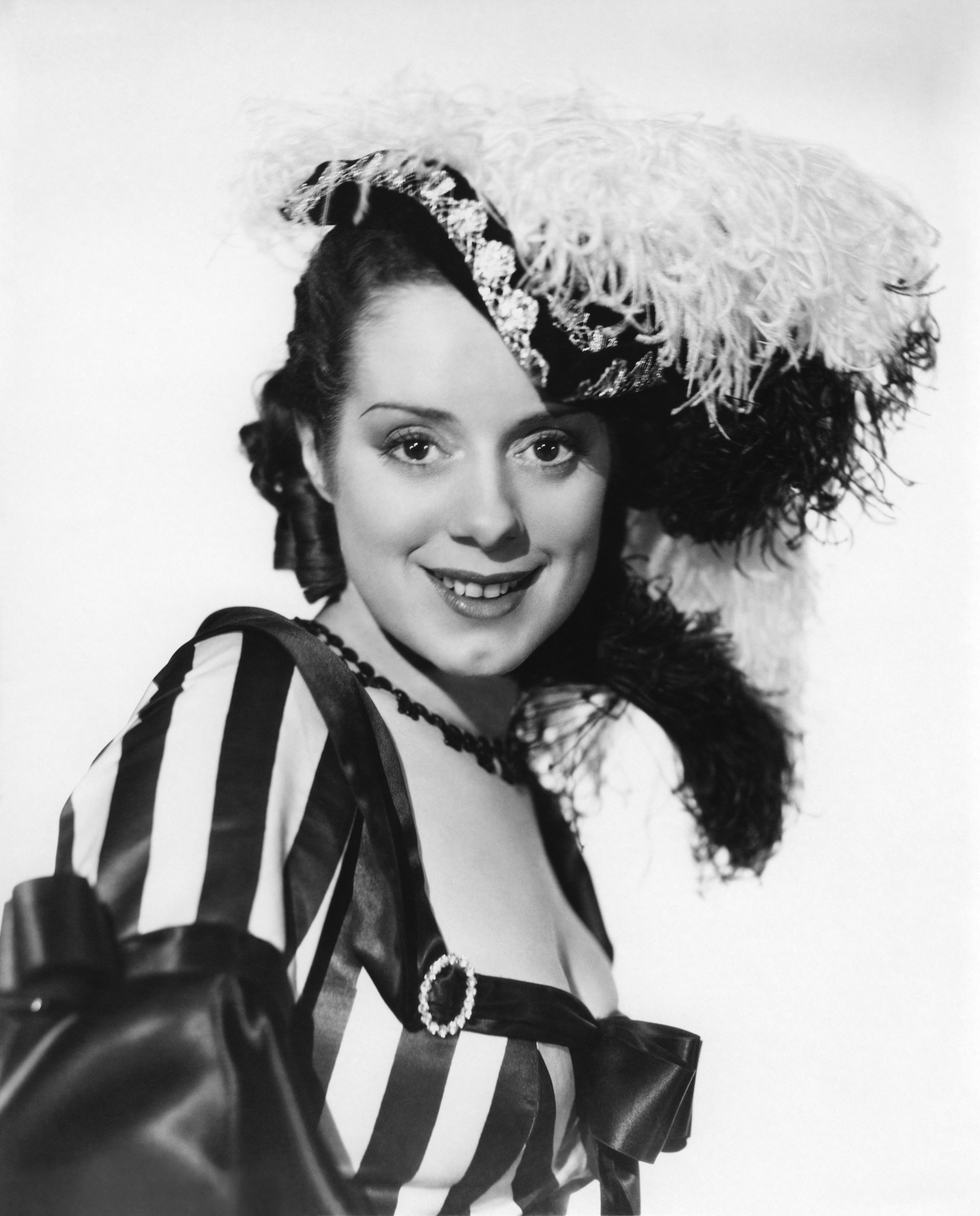
Elsa Lanchester

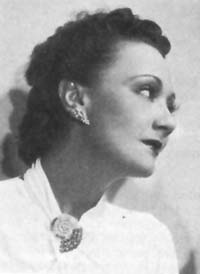
Elsa Merlini

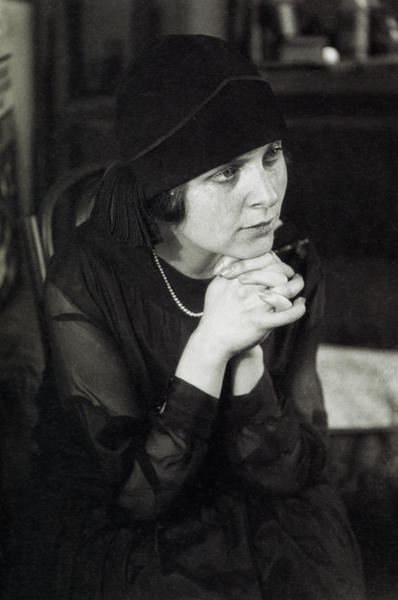
Elsa Triolet

- Elsa Agalbato, attrice e regista italiana
- Elsa Albani, attrice italiana
- Elsa Barraine, compositrice francese
- Elsa Benítez, modella messicana
- Elsa Brändström, infermiera svedese
- Elsa Camarda, doppiatrice e attrice italiana
- Elsa Cárdenas, attrice messicana
- Elsa Cenci, cestista italiana
- Elsa De Giorgi, scrittrice, regista, scenografa e attrice italiana
- Elsa Di Gati, giornalista e conduttrice televisiva italiana
- Elsa Fornero, economista, accademica e politica italiana
- Elsa Girardot, schermitrice francese
- Elsa Irigoyen, schermitrice argentina
- Elsa Lanchester, attrice britannica
- Elsa Lila, cantante albanese
- Elsa Martinelli, attrice italiana
- Elsa Maxwell, giornalista e scrittrice statunitense
- Elsa Merlini, cantante e attrice italiana
- Elsa Morante, scrittrice, saggista, poetessa e traduttrice italiana
- Elsa Osorio, scrittrice e sceneggiatrice argentina
- Elsa Pataky, attrice spagnola
- Elsa Quarta, cantante italiana
- Elsa Respighi, compositrice, pianista, scrittrice e cantante italiana
- Elsa Schiaparelli, stilista e sarta italiana
- Elsa Triolet, scrittrice francese
- Elsa Vazzoler, attrice italiana

### Variante Else
- Else Alfelt, pittrice danese

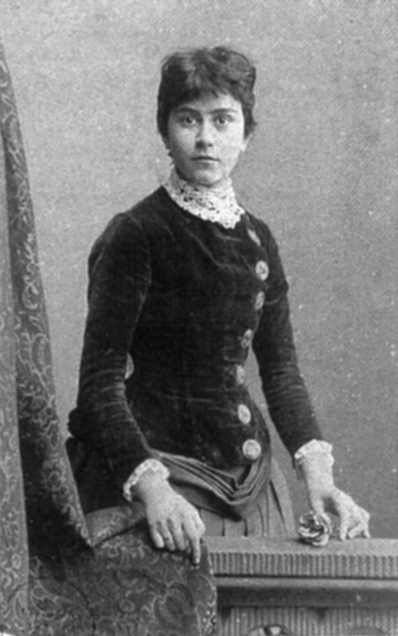
Else Lasker-Schüler

- Else Christensen, religiosa, sindacalista e predicatrice danese
- Else Fischer, ballerina e coreografa svedese
- Else Hansen, nobile danese
- Else Jacobsen, nuotatrice danese
- Else Krüger segretaria di Martin Bormann
- Else Lasker-Schüler, poetessa tedesca
- Else Ommerborn, schermitrice tedesca

### Altre varianti femminili
- Elsie Windes, pallanuotista statunitense

### Variante maschile Elso
- Elso Cruciani, arbitro di calcio italiano

## Il nome nelle arti
- Elsa di Brabante è la co-protagonista dell'opera lirica "Lohengrin" di Richard Wagner.
- Elsa è la co-protagonista del film Disney del 2013 Frozen - Il regno di ghiaccio.
- Elsie Hughes è un personaggio della serie televisiva Downton Abbey.